# Anomala tristigma
Anomala tristigma är en skalbaggsart som beskrevs av Edmund Reitter 1903. Anomala tristigma ingår i släktet Anomala och familjen Rutelidae. Inga underarter finns listade i Catalogue of Life.